# محطة حائل
محطة حائل هي محطة القطار التي تخدم منطقة حائل في شمال السعودية، وقد تم افتتاحها في 26 نوفمبر 2017.

## تاريخ
في نوفمبر 2017، وعقب الافتتاح، قام أمير منطقة حائل عبد العزيز بن سعد بن عبد العزيز آل سعود بجولة في محطة الركاب شملت مكتب مبيعات التذاكر ومنطقة شحن الحقائب، وإستمع إلى شرح عن آلية تفتيش المسافرين والأجهزة التي وفرتها سار لهذا الغرض، كما زار صالة المغادرة وصالة درجة الأعمال بالإضافة إلى صالة القدوم. ثم قام الأمير بصعود قطار الركاب في رحلة تعريفية لمدة 20 دقيقة، وذلك إيذاناً بتدشين خدمة نقل الركاب بمحطة حائل، وقد رافقه خلال الرحلة نائب وزير النقل، ورئيس هيئة النقل العام، والرئيس التنفيذي لسار وعدد من المسؤولين.

## مرافق المحطة
كغيرها من محطات الشركة السعودية للخطوط الحديدية، تتوفر محطة حائل أيضاً على مختلف المرافق الضرورية لراحة المسافرين، بما فيها الممرات الخاصة بكبار السن وذوي الإحتياجات الخاصة، والمقاهي، والمحلات التجارية، وصالة الأعمال. وتصل الطاقة الاستيعابية للمحطة في وقت الذروة إلى 2000 شخص، فيما تستوعب نحو 500 موقف للمركبات، كما تحتوي المحطة على مسجد يتسع لـ 300 مصلي.